# Mitú
Mitú je hlavní město kolumbijského departmentu Vaupés. Nachází se břehu řeky Vaupés. Jedná se o jedno z nejodlehlejších míst uprostřed amazonských pralesů, které se smutně proslavilo v roce 1998, kdy se jednotky levicové guerrilové skupiny FARC střetly při pokusu převzít nad městem kontrolu s policejními a vojenskými složkami Kolumbie. Při tomto střetu zahynuly desítky civilistů a policistů a zhruba 800 povstalců. Město bylo z velké části rozstříleno, ale v současnosti je to poklidné místo lákající dobrodružnější turisty. Okolí Mitú nabízí ohromné přírodní bohatství rozmanité flóry a fauny, hlavním lákadlem jsou krásné řeky oblasti Amazonie s vodopády a kaskádami. V Kolumbii je hlavní turistickou branou v tomto smyslu přelidněná Leticia, nicméně Mitú má své kouzlo nedotčenosti.